# Stanisław Skoneczny
Stanisław Skoneczny (ur. 25 lutego 1910 w Radomiu, zm. 23 września 1979 w Krakowie) – polski poeta i prozaik.

## Życiorys
Ukończył Wydział Leśny Państwowej Średniej Szkoły Rolniczej w Żyrowicach koło Słonima. Studiował też w Szkole Głównej Gospodarstwa Wiejskiego w Warszawie. Był redaktorem czasopisma "Żagiew". W latach 1932–1935 był więziony jako członek KPP. W latach 1937–1939 był urzędnikiem samorządowym. W okresie okupacji działał w Batalionach Chłopskich, był redaktorem konspiracyjnego tygodnika "Wolność". Po wojnie mieszkał w Krakowie. W latach 1946–1948 był dyrektorem Domu Kultury "Pod Baranami". W latach 1948–1951 był zastępcą redaktora naczelnego "Dziennika Polskiego". W 1950 roku otrzymał nagrodę Ziemi Krakowskiej. W 1953 podpisał rezolucję ZLP w sprawie procesu krakowskiego.

## Twórczość wybrana

### Poezja
- Z lasu
- Pleban z Chodla
- Kostka Napierski
- Jak gałąź
- Obraz świata
- Ptak pod chmurą
- Uroki
- Wizje
- Istnienie
- Objawienia
- Ład
- Żywioły
- Księga
- Miecz
- Liryki wybrane
- Zaklęcie

### Proza
- Pod Wielkim Wozem